# ウサイン・ボルト
- ユーセイン・ボルト
- ユセイン・ボルト

ウサイン・セント・レオ・ボルト（Usain St. Leo Bolt [ˈjuːseɪn boʊlt], 1986年8月21日 - ）は、ジャマイカの元陸上競技短距離選手。100mの世界記録保持者(9秒58)。
2002年から2017年までの現役時代は前人未到の記録を樹立し、人類史上最速のスプリンター（英語圏ではThe greatest sprinter of all time）と評された。稲妻を意味する「ライトニング」の愛称で呼ばれた。
オリンピックの陸上競技100m・200m・4×100mリレーの3冠を3大会連続（北京・ロンドン・リオデジャネイロ）で達成したが、後に北京でのリレー金メダルが剥奪されたため、通算金メダルは8個となった。
世界陸上競技選手権大会において、100m・200m・4×100mリレーの3冠を3度達成し、100m2連覇（通算3回優勝）・200m4連覇・4×100mリレー4連覇、史上最多となる通算11個の金メダルを獲得。100m・200m・4×100mリレーの世界記録保持者。
アメリカのフォーブス社が発表している2017年のスポーツ選手長者番付では、3420万ドル（約37億6000万円）で23位となっている。

## 概要
身長196cm、体重94kg。契約スパイクはプーマ（PUMA AG Rudolf Dassler Sport）である。
短距離走において190cm以上の長身の選手はスタート時の静止状態からの加速が鈍くなるために不利とされるが、ボルトは275cmの非常に大きなストライド走法を活かし、レース中盤から加速して他を引き離す後半追い込み型。加えて序盤も速く、北京オリンピックおよび2009年世界陸上競技選手権大会陸上男子100m決勝での前半50m地点のタイムは非公式ではあるが室内世界最高記録を上回っている。身体が大きいためかスタートのリアクションタイムが長い傾向にあったが、同じく長身ながら世界最速のスタートを行うとされる同郷のアサファ・パウエルを参考にし改善されている。
日本陸連科学委員会が2009年8月の世界選手権100メートル競走決勝におけるボルトの走りを分析した結果によれば、最高速に達した時点でのボルトの歩幅は2m75cm、ゴールラインを超える最後の一歩は2m99cmに達し、これは100メートル競走における史上最大級の歩幅であるという。また、身長に対する歩幅の比も140パーセントと他の選手に対して大きい。
肩を大きく上下させる独特なフォームが特徴である。これは持病の脊椎側彎症によるもので、不安定に揺れる背骨のために、骨盤は肩とのバランスをとろうと互いに大きく揺れ動き、身体を支えようとしている。骨盤の左右非対称な動きはトップスピード時の左右のストライドに約20センチメートルの差を生み出している。骨盤の揺れはハムストリングスに大きな負担を与えており、引き起こされる肉離れに悩まされることになった。
2004年のオリンピック200mでは大会前からの影響により1次予選敗退、2005年の世界選手権200mではレース中に発症し、周囲から限界説が囁かれることもあった。ボルトのコーチは、脊椎側彎症によるハムストリングスなどの身体への影響を考え、100メートルでの走りを希望するボルトを200メートル専門で戦わせてきた。また、ハムストリングスへの負担軽減のため、バイエルン・ミュンヘンのチームドクターのもと3年計画で筋肉強化を徹底した。トレーニングの結果怪我が減り、2007年の世界選手権200mで銀メダルを獲得するまでの結果を出す頃になると、コーチも100メートルへの出場に反対できなくなった。
2010年9月、英BBC放送のラジオ番組で、将来的にプロサッカー選手への転身を考えていることを明らかにした。また、米国プロスポーツ最高峰のNFL関係者がボルトに強い関心を示し、ボルトに接触を試みたがボルトは『アメフトのルールを知らない。』という理由で、これを断った。

## 略歴
クリケット選手を目指していたが、陸上競技に転向した。17歳の時に200mで20秒を切る など若年から将来を期待されていたが、身体の成長に伴う故障が数年にわたって続いた。それを克服し100m、200mの世界記録保持者となった。
ジュニア時代は100mでは記録を残しておらず、400mでは2003年に45秒35を出している。これは同年のジュニア世界ランク4位である。これに加えて長身であることから、100mに本格的に取り組むまではスタート面で不利な100mより、無理なく歩幅を稼げる事がより有利な400mの方が向いているのではないかともされた。本人も北京オリンピック後の2008年12月には、「オリンピックや世界選手権などの大試合が無い2010年には、マイケル・ジョンソンの保持する400mの世界記録（43秒18）の更新を狙える」と宣言していたが、2009年11月に自ら挑戦を否定した（後述）。
憧れの選手は、マイケル・ジョンソン、ドン・クォーリーなど。

## 経歴

### 1986年
ジャマイカ西部のトレローニーで西アフリカ系の家庭に生まれる。彼とその兄弟には、Usain（حُُسَيْن ḥusayn フサイン）、Sadeeki（シッディーク）、Sherine（شيرين Shirin シーリーン）と、いずれもアフリカで流通するアラビア語・ペルシア語系の名がつけられている。10代前半まではクリケットの選手だった。ボルトは「私はクリケットで育った。父親がクリケットの大ファンであり、今もそうだ。クリケットは私の血の中にずっと流れている。」と語った。

### 2002年〜2004年
2002年に地元ジャマイカで行われた世界ジュニア選手権で大会史上最年少(当時)の15歳で優勝。その名を轟かせた。更に、翌年の世界ユース選手権でも優勝し、2004年には200mで、17歳にしてジュニア史上初めて20秒を切る19秒93のジュニア世界新記録を出した。この頃から彼は自分自身の才能に気付き始めたという。しかし、この年はその後故障。連覇のかかった世界ジュニアも出場できなかった。そして、大型新人としてアテネオリンピックには果敢に出場するも、一次予選で惨敗（21秒05で5着）、苦汁を嘗めた。

### 2005年
2005年に行われた世界選手権では、決勝には進んだものの、足を痛めた影響で最下位（26秒27,-0.5 m/s）となった。

### 2007年
2007年8月30日、世界選手権200m決勝において、19秒91（-0.8 m/s）で銀メダルを獲得する。優勝は19秒76の大会新（当時）を記録した、100m王者のタイソン・ゲイである。これまで練習嫌いであったボルトは、この時ゲイに負けたことをきっかけに、勝つために練習の鬼になることを決意。
2007年9月1日、世界選手権400mリレー決勝では2走を務め、37秒89（ジャマイカ新記録（当時））で銀メダルを獲得する。

### 2008年
2008年にはジャマイカ国際の100mで、9秒76（+1.8 m/s）（世界歴代2位（当時））で優勝する。100mでも世界トップレベルであることを証明した。200mにおけるスタートの練習として参加したものである。
2008年5月31日にニューヨークで開催されたリーボック・グランプリ100mで、9秒72（+1.7 m/s）（世界新記録（当時））を記録し優勝する。2位の世界選手権3冠王者タイソン・ゲイ（9秒85）に大差をつけた。100mに本格参戦後わずか5戦目であった。

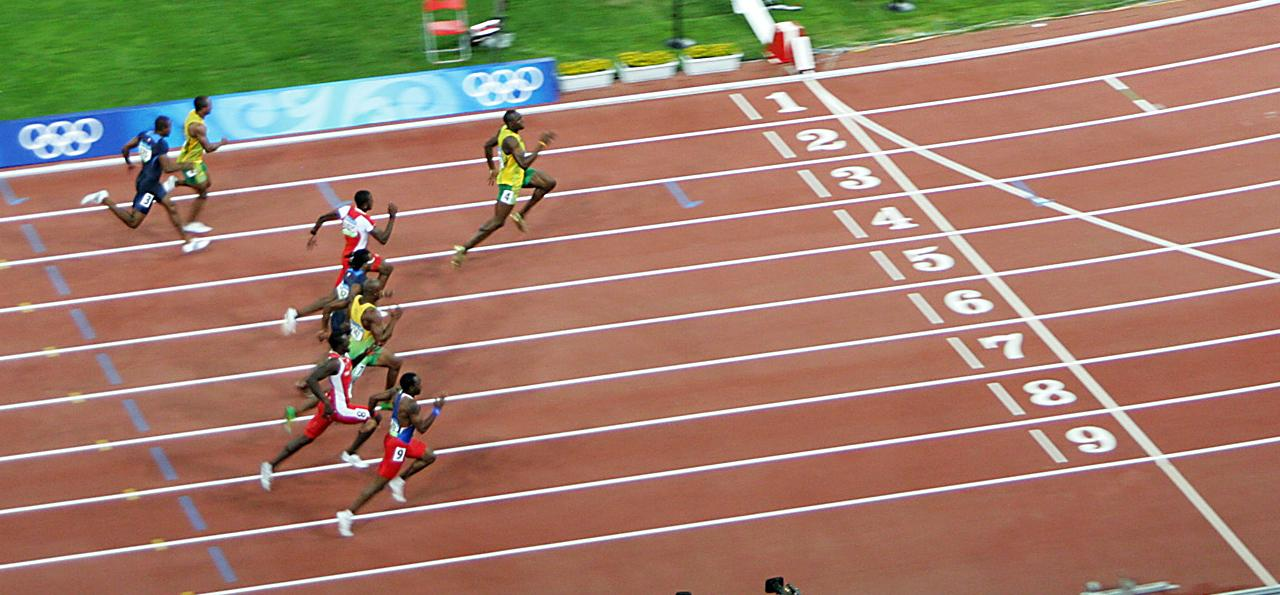
北京五輪男子100m決勝、ゴール前で他選手を大きく引き離すボルト

2008年8月16日、北京オリンピック陸上男子100m決勝では、レース前に、後にボルトの象徴となるポーズを見せた。レースでは中盤から他選手を圧倒、最後の数歩を両手を広げながら流して走り、フィニッシュの際も胸を手で叩く程の余裕を見せた。それでも自らの世界記録（当時）を0秒03上回る9秒69（+0.0 m/s）の世界新（当時）で圧勝という、世界大会史上空前のパフォーマンスとなった。公認された記録では人類で初めて9秒6台で走った男となり、最後まで全力で走っていれば9秒6を切れたとする発言も複数ある。2位には、0秒20の差をつけ、この差は電気時計が採用された1968年以降では1984年のロサンゼルスオリンピックにおけるカール・ルイスと並ぶ、オリンピック史上最大差である。なお、ボルト自身は100m走競技参加を北京で記者会見を行うまで知らされていなかった。疾走後に金色のプーマのスパイクを脱いで片手に持ちスパイクを指さすパフォーマンスを行った。（プーマがボルトのスポンサーであることによる）。
2008年8月20日、北京オリンピック陸上男子200m決勝で、19秒30の世界新記録（当時）で優勝する（ラップタイム9秒96 - 9秒34）。風速-0.9m/sという不利な環境の下、“不滅の世界記録”“向こう100年は破られない”と言われたマイケル・ジョンソンの世界記録19秒32（当時）を12年振りに0秒02更新した。また2位との差0秒66は五輪男子200m決勝史上最大である（2着入線後失格した者を含めても差0秒52で最大である）。100m・200mともに世界新記録での優勝は、オリンピック・世界選手権を通じて史上初である。100m・200m二冠に輝き、1984年ロサンゼルスオリンピックのカール・ルイス以来24年ぶりの快挙を成し遂げた。
2008年8月22日、北京オリンピック陸上男子400mリレー決勝で3走を務め、37秒10（世界新記録）を記録し優勝する。3走としてのラップタイム8秒98は、3走として現在までで唯一の8秒台である。100m、200m、400mリレーの3種目において世界新記録での優勝は、オリンピック・世界選手権を通じて史上初である。2008年10月4日には北京オリンピック陸上男子400mリレーで走者を務めた他の3人と共に、ジャマイカ政府から勲章（Order of Distinction）が授けられた。しかし、2017年1月25日、国際オリンピック委員会はドーピングの再検査で400mリレーのメンバーだったネスタ・カーターに禁止薬物の陽性反応が出たためボルトらの400mリレーでの金メダルを剥奪すると発表した。カーターはスポーツ仲裁裁判所に異議を申し立てたが、2018年5月31日に棄却、金メダルの剥奪が確定した。
2008年のIAAF世界最優秀選手賞を獲得した。

### 2009年
2009年4月29日、交通事故で切り傷などの軽傷を負い、車の破片を除去する左足の手術を受ける。
2009年5月には、2010年の100mの世界記録の目標は9秒40まで縮めることになりうる、と語っている。
2009年5月17日、マンチェスターで開催されたストリートレースのグレート・シティ・ゲームズにおいて、直線コースの150mの決勝で、14秒35（世界最高記録）を記録する。
2009年6月10日、第10回「ローレウス・スポーツ賞」の男子最優秀選手賞を受賞した。

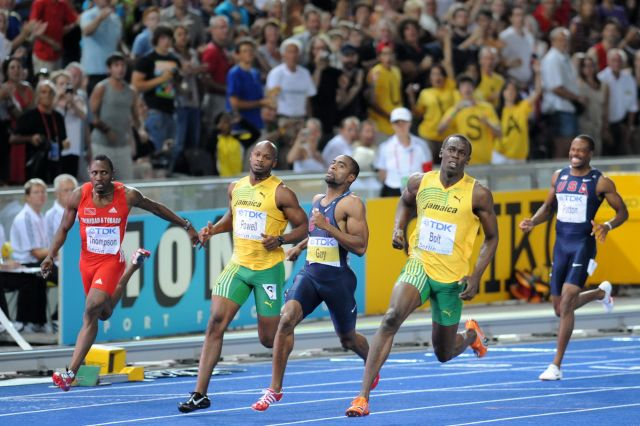
9秒58を記録した、2009年ベルリン世界陸上、100m決勝。

2009年8月16日、世界選手権男子100m決勝で、人類初の9秒5台となる9秒58（+0.9 m/s）（世界新記録）を記録し、優勝する（スタート反応時間 0秒146、10mラップタイム 1秒89-0秒99-0秒90-0秒86-0秒83-0秒82-0秒81-0秒82-0秒83-0秒83、レース中の最高速は65.03m地点における秒速12.27m（=時速44.17 km））時速換算では45kmで走れるイノシシが近似値にあたる。自らの世界記録を、電気時計導入後最大となる0秒11 と大幅更新する驚異的記録であり、2着に0秒13の大差をつける圧勝だった。2着のタイソン・ゲイも、9秒71（世界歴代2位（競技史上3位）（当時）・米国新記録（当時）・自己記録（当時））を記録し、3着のアサファ・パウエルでも9秒84と前回大会の優勝記録を上回るというハイレベルなレースであった。男子100mで同一人物が3度世界記録を更新するのは史上初。また世界選手権で優勝したことによりモーリス・グリーンに次ぐ世界チャンピオン、五輪チャンピオン、世界記録保持者の3つのタイトルを独占した。
2009年8月20日、同大会男子200m決勝において、1回スタートがやり直しになった上、風速-0.3m/sという不利な状況下で自身の持つ記録を0秒11更新する19秒19の世界新記録で優勝し、今大会2個目の金メダルを獲得した（スタート反応時間0秒133、50mラップ5秒60-4秒32-4秒52-4秒75）。このレースも過去最多の1レース19秒台が5人走るというハイレベルなレースであった。
2009年のIAAF世界最優秀選手賞を2年連続で獲得した。

### 2011年
2011年世界陸上競技選手権大会にジャマイカ代表として出場した。8月28日に行われた100mの決勝では合図前からスタートを切り（スタート反応時間は-0.104秒）、フライングを犯したとして失格となった。これにより、100mでの世界選手権連覇を果たすことは出来なかった。同大会の9月3日の200m決勝では19秒40で優勝し連覇を果たした。さらに翌4日の400mリレー決勝では4走を務め、37秒04の世界新記録で優勝している。
11月12日、3度目となるIAAF世界最優秀選手賞を獲得した。

### 2012年

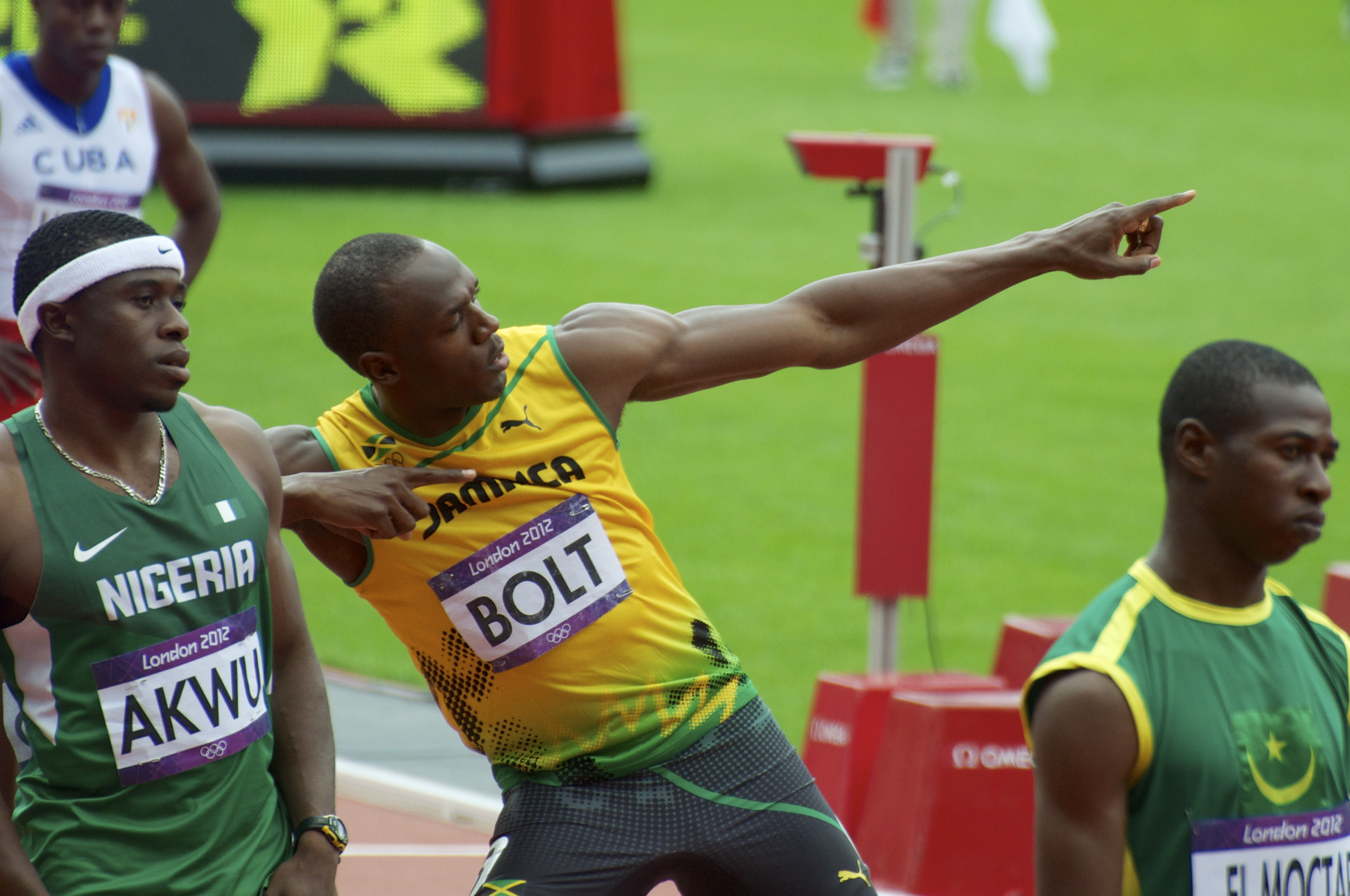
ロンドン五輪、200mにて。

オリンピック前に行われた2012年のジャマイカ選手権の100m、200mではいずれも2位となる。
2012年ロンドンオリンピックの開会式ではジャマイカ選手団の旗手を務めた。
8月5日に行われた男子100mの決勝では、自身が持っていた9秒69のオリンピック記録を9秒63に更新し1位となり、北京大会と合わせて2連覇を果たした。また、この時の最高時速は45.39kmであり、世界記録時の最高時速を上回っている。

8月9日、男子200m決勝で19秒32のタイムで1位となり、100m・200m・400mリレーの三冠を達成した。（100m・200mの2連覇は史上初）。
同年、自身4度目となるIAAF世界最優秀選手賞を獲得した。

### 2013年

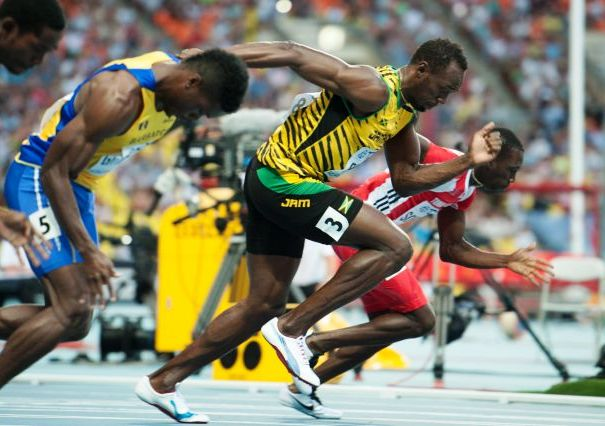
2013年モスクワ世界陸上、100m予選。

2013年8月の世界陸上モスクワ大会の男子100メートル決勝で、雷鳴がとどろく向かい風0.3メートルの条件下で今季自己最高となる9秒77で優勝し、2大会ぶりの金メダルを獲得した。 世界陸上で獲得したメダルは通算8個目。決勝は、選手のウォームアップ場は突風でテントが吹き飛ばされ、大きな雨粒が選手たちにたたきつけられるなど、レース後にジャスティン・ガトリンが「正直、レースは延期になるんじゃないかと思った」と話すほど最悪なコンディションであったが、今季自己最高を記録した。
同大会の男子200メートル決勝で今季世界最高の19秒66で優勝し、三大会連続で金メダルを獲得した。世界陸上の同種目での3連覇は史上初。決勝では、150メートルの白いラインを通過すると徐行するような走りでフィニッシュするも今季世界最高を記録した。
同大会の最終日のトリを飾る男子4×100mリレー決勝ではアンカーを走り、ジャマイカが37秒36の好タイムで優勝し、3大会連続で金メダルを獲得した。ジャマイカが同種目で３連覇を達成するとともに、ボルト自身も世界陸上ベルリン大会以来となる100メートル、200メートルに続く3冠を達成した。世界陸上で獲得した金メダルは、男子のカール・ルイス、マイケル・ジョンソン、女子のアリソン・フェリックスに並ぶ大会史上最多タイとなる通算8個目。
同大会の4×100mリレー後に、「あと2つの世界大会の後に引退する。これは決定事項だ」と2016年リオデジャネイロオリンピック後の引退を明言した。
同年、自身5度目となるIAAF世界最優秀選手賞を獲得した。

### 2016年

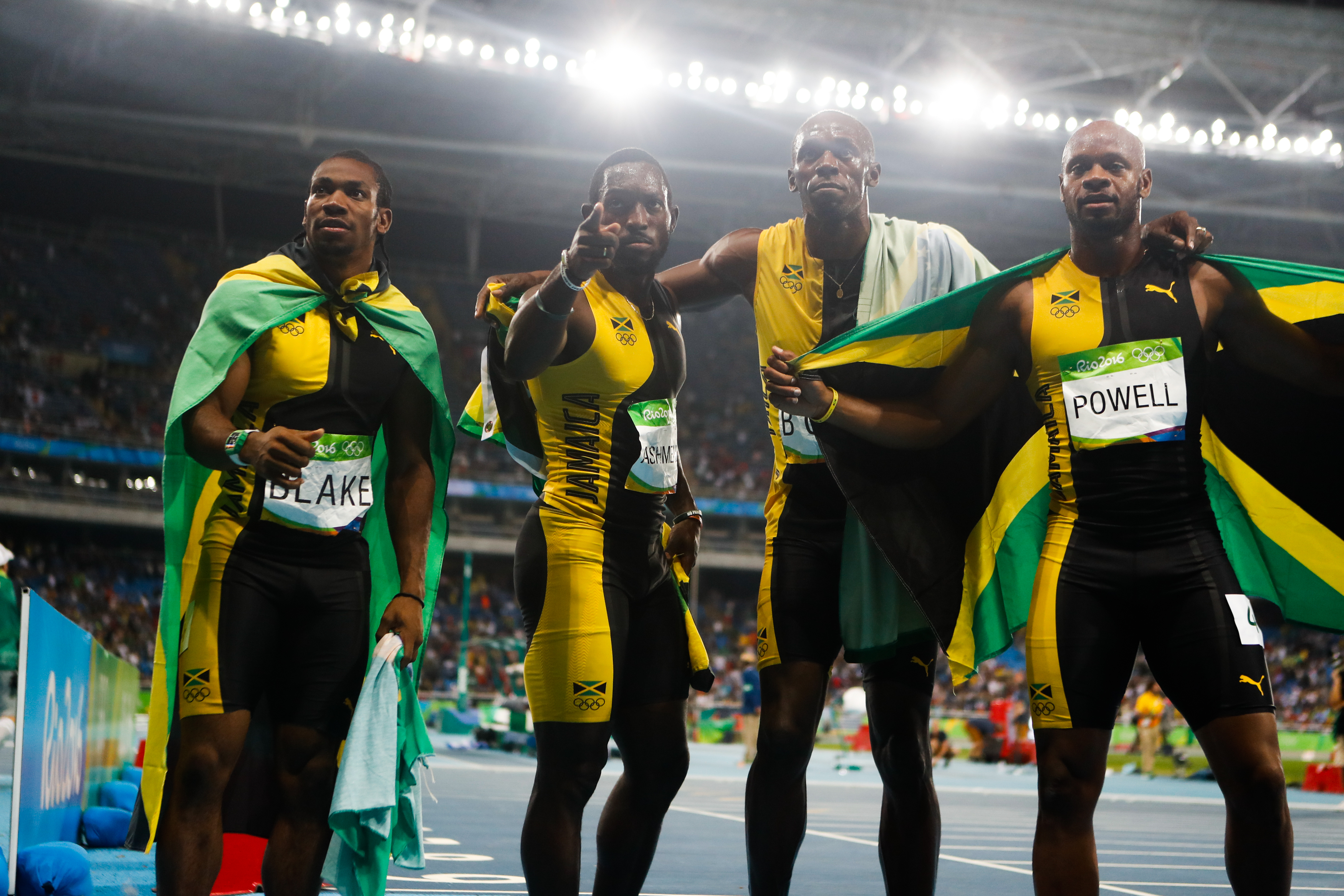
リオ五輪4×100mリレーのジャマイカチーム。左からブレーク、アシュミード、ボルト、パウエル。

7月1日リオデジャネイロ五輪代表選考会を兼ねたジャマイカ選手権の100メートル決勝を脚の故障で棄権、200メートルも欠場した。ジャマイカ陸連の基準では、同選手権の上位3人が原則的に代表に決まるが、実績ある選手がけがで棄権した場合は救済できる条項があり、ボルトに適用された。
8月15日のリオデジャネイロ五輪男子100m決勝で9秒81のタイムで1位、8月18日の200m決勝でも19秒78で1位、8月20日の400mリレー決勝ではバトンを受け取るときは日本、アメリカと並んでいたがそこから一気に他チームとの差を広げ37秒27で1位になり、100・200m・400mリレー三冠を達成した。
ボルトは今回のオリンピックをもって現役を引退すると明言していたが、撤回し、世界陸上ロンドン大会での引退を表明した。
同年、3年ぶりのIAAF世界最優秀選手賞を獲得し、これが現役最後となる通算6度目の受賞となった。

### 2017年
引退レースとなった世界陸上ロンドン大会だったが、男子100m決勝ではジャスティン・ガトリンとクリスチャン・コールマンに敗れて3位、男子4×100mリレー決勝ではアンカーを走ったものの、バトンを受け取った後30m程の地点で左脚の痙攣により、途中棄権。この種目の5連覇を逃し、15年間の現役生活に終止符を打った。
レース後の引退会見では、世界中の子供達に向けてこう言い残した。「Continue trying anything you do（どんな自分のやることにも、挑戦し続けるように）」。

## 走幅跳・400mへの挑戦
2009年8月24日、走幅跳への将来的なチャレンジの意向として、「とても向いていると思うから、引退までには是非挑戦してみたい」とのボルトのコメントをBBC電子版が報じた。世界記録保持者のマイク・パウエルも、史上初の9mジャンプが可能との見方を示した。400mについては「やりたくはないけど、コーチが何か新しいことをやろうというなら、覚悟を決めるよ」と発言している。
2009年11月22日、2012年のロンドンオリンピックまでは100mと200mに専念することを表明し、400mと走幅跳の挑戦は2013年以降となった。2009年9月14日には、走り幅跳びへの参戦は2014年以降になる可能性を既に示唆していた。
2010年4月23日、400mへの挑戦について後5-6年間、100mでトップであり続けた場合のみありうると述べた。しかし同年8月24日、ロイター通信の電話インタビューに応じ、ロンドン五輪での100m、200mの両種目の連覇を最大目標とし、これを達成した場合は2013年の世界陸上で走幅跳か400mに出場することを考えると語った。ボルト自身は自分は走幅跳に向いていると分析しているが、コーチが400mに挑戦してみようと言えばそれに従うとも話した。

## 人物

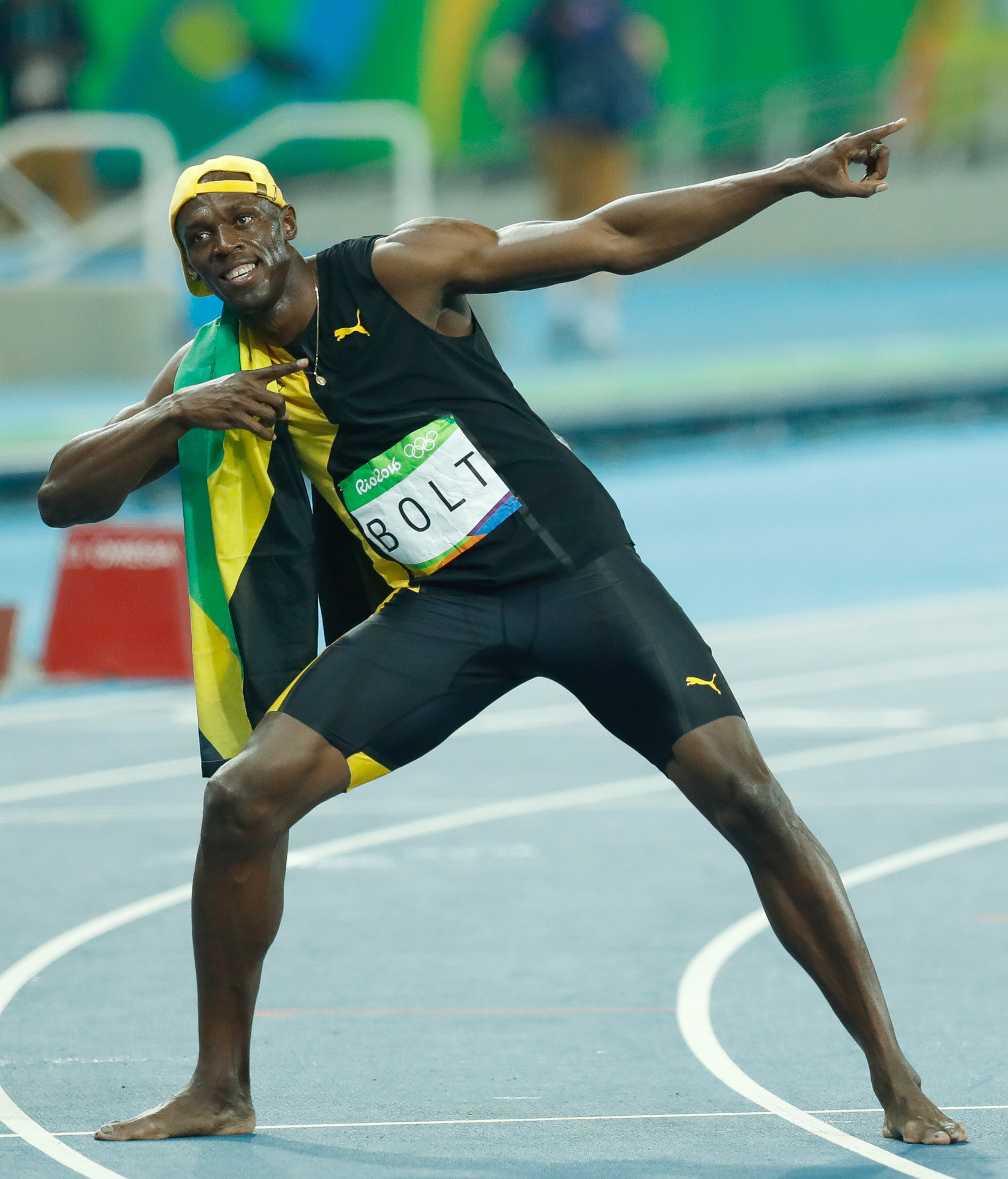
「ライトニング・ボルト」ポーズ。2016年リオ五輪100m決勝後のウイニング・ランにて。

- 愛称は、稲妻を意味する「ライトニング・ボルト」。天に向かって弓矢を射るような「ライトニング・ボルト」と呼ばれるポーズも、ウサイン・ボルトを象徴するポーズとして有名。
- 2013年の世界陸上モスクワ大会男子100m決勝で、ボルトが金メダルに輝いた瞬間、空にボルト（稲妻）が走るという写真家にとっては夢のような構図の写真が、AFPのカメラマンであるオリビエ・モランによって撮影されて話題になった[41]。
- 普段はもの静かな性格だが、会見や試合前には陽気な一面を見せる。カリブ海育ちであるため寒さは苦手[42]。
- 練習環境の整ったアメリカ合衆国の大学からスカウトがあったが、寒さが苦手である上、極度のホームシック[43] と、ジャマイカ政府が自国の陸上選手の国外流出を防ぐ対策を講じ始めたこともあり、気候が温暖なジャマイカを2012年現在まで練習拠点としている。
- 家庭用ゲーム機が大好きで、陸上の大会などで海外遠征する度にソフトを購入していて「ほとんど全種類持っている」とのこと。また、ボルトと同じジャマイカの陸上競技短距離選手、アサファ・パウエルと同じく車が好きである。好きな自動車はBMW社のBMW・M3で、北京オリンピックの活躍後スポンサーのプーマから、本人の身長に合わせて改造された特別仕様車をプレゼントされた。しかし、後にこの車は前述の事故を起こして廃車になった。その後は日産・GT-Rを所有している[44]。BBCの自動車バラエティ番組「トップ・ギア」にゲストとして招かれた際、TopGearテストトラックをシボレー・ラセッティで走り、1分46秒5の好タイムを出したことがある[注釈 6]。
- 最初に興味を持ったスポーツはクリケットだった。ボルトは「もし陸上選手になっていなければ、ボウラー（投手）としてクリケット選手をやっていただろう。」と語った[45]。子供の頃の夢はクリケット選手で英雄になることであり、少年時代にプレーしていたが、家庭環境の影響もあり陸上競技に転向した[9]。憧れだったクリケット選手は、「クリケットの神様」と称されるインドのサチン・テンドルカールや西インド諸島のブライアン・ララ[46]。現役のクリケット選手の中では、インドのヴィラット・コーリに対し尊敬を念を抱いていると表明した[47]。
- 陸上を本格的に始める前まではサッカー少年だったこともあり、イングランドのサッカークラブ、マンチェスター・ユナイテッドの大ファンであり、2009年にはユナイテッドの練習場であるカーリントンを訪れ、クリスティアーノ・ロナウドやウェイン・ルーニーらに走り方を直伝するなどクラブや選手との親交がある。また、サッカー好きが高じてたびたび陸上選手としての生活を引退した後はサッカー選手への転向を夢見ているといった趣旨の発言をしている。本人いわく「足が速いだけでなく、足元の技術にも自信がある。マンチェスター・ユナイテッドでプレーしても通用すると思うよ」とのことである。また現役引退直後の2017年9月6日には、日本のJリーグ・川崎フロンターレの麻生グラウンドを訪問。同クラブから、自身の100m世界記録にちなんだ「背番号9.58」のユニフォームを贈呈され、中村憲剛とのパス交換やリフティングを披露し、記念撮影に応じるなどした[48]。2018年にはオーストラリア1部のAリーグに所属するセントラルコースト・マリナーズFCに練習生として入団し、10月12日に行われたマッカーサー・サウスウェストユナイテッド相手のプレシーズンマッチでは先発出場し2得点を挙げる活躍を見せ、一時はマルタ・プレミアリーグに所属するバレッタFCが契約オファーを出したことも報じられた[49][50]。だがボルトはこのオファーを断り[51]、マリナーズともプロ契約を結ばなかった[52]。
- 好物はマクドナルドのチキンマックナゲット。北京オリンピックの大会期間中は中華料理を一切拒否し、一日100個以上のチキンマックナゲットを食べていた[53]。2011年に韓国を訪れたときもピザやハンバーガーなどのファーストフードばかりを食べていた[54]。
- しばしばレース前後にダンスホールレゲエのダンスを踊る。走りながら手を下げ肩を揺らす振り付けはダンサーのアイスが考案した「ゴリ・クリーパー」であり、足を交互にくねくねと回すダンスはオーバーマーズが考案した「ナー・リンガ」である。ともにジャマイカのミュージシャンエレファント・マンが同名の楽曲を発表している。空に向かって何かを示すダンスはタイムレス・ダンサーズが考案した「ライトニング・ボルト」である[55]。
- 2008年9月23日のスーパー陸上（神奈川県川崎市等々力陸上競技場）の際に来日し、当日引退式を行った朝原宣治を労った。ボルトは「今の私にはアサハラのように36歳まで走ることは考えられないし、難しいだろう。でも全身全霊をかけて（陸上競技を）続けたい」とコメントを残している[56]。
- 2012年10月11日に来日し、10月12日にはGT-Rの開発アドバイザーと、グローバルブランドアンバサダーに任命された。さらに、10月15日の『SMAP×SMAP』（関西テレビ）に出演した。
- 2017年5月、ESPNは世界で最も有名なアスリート100人を発表し、ボルトは7位に選出された。陸上競技のアスリートでは唯一トップ100にランクインした[57]。

## 世界大会の成績
| 年   | 大会                           | 場所                         | 種目           | 結果 | 記録      | 風速 | 備考                             |
| ---- | ------------------------------ | ---------------------------- | -------------- | ---- | --------- | ---- | -------------------------------- |
| 2001 | 世界ユース選手権               | デブレツェン（ハンガリー）   | 200m           | 5sf  | 21秒73    | +0.6 |                                  |
| 2002 | 世界ジュニア選手権             | キングストン（ジャマイカ）   | 200m           | 1位  | 20秒61    | +0.9 |                                  |
| 2002 | 世界ジュニア選手権             | キングストン（ジャマイカ）   | 4x100mR（4走） | 2位  | 39秒15    | -    | ジュニアジャマイカ新記録         |
| 2002 | 世界ジュニア選手権             | キングストン（ジャマイカ）   | 4x400mR（2走） | 2位  | 3分04秒06 | -    |                                  |
| 2003 | 世界ユース選手権               | シェルブルック（カナダ）     | 200m           | 1位  | 20秒40    | -1.1 |                                  |
| 2004 | オリンピック                   | アテネ（ギリシャ）           | 200m           | 5h   | 21秒05    | ±0.0 |                                  |
| 2005 | 世界陸上競技選手権大会         | ヘルシンキ（フィンランド）   | 200m           | 8位  | 26秒27    | -0.5 |                                  |
| 2006 | ワールドアスレチックファイナル | シュトゥットガルト（ドイツ） | 200m           | 3位  | 20秒10    | -0.1 |                                  |
| 2006 | ワールドカップ                 | アテネ（ギリシャ）           | 200m           | 2位  | 19秒96    | +0.1 |                                  |
| 2007 | 世界陸上競技選手権大会         | 大阪（日本）                 | 200m           | 2位  | 19秒91    | -0.8 |                                  |
| 2007 | 世界陸上競技選手権大会         | 大阪（日本）                 | 4x100mR        | 2位  | 37秒89    | -    | ジャマイカ新記録                 |
| 2008 | オリンピック                   | 北京（中国）                 | 100m           | 1位  | 9秒69     | ±0.0 | 世界新記録                       |
| 2008 | オリンピック                   | 北京（中国）                 | 200m           | 1位  | 19秒30    | -0.9 | 世界新記録                       |
| 2008 | オリンピック                   | 北京（中国）                 | 4x100mR        | DSQ  | 記録なし  | -    | メンバーの薬物陽性反応により失格 |
| 2009 | 世界陸上競技選手権大会         | ベルリン（ドイツ）           | 100m           | 1位  | 9秒58     | +0.9 | 世界新記録                       |
| 2009 | 世界陸上競技選手権大会         | ベルリン（ドイツ）           | 200m           | 1位  | 19秒19    | -0.3 | 世界新記録                       |
| 2009 | 世界陸上競技選手権大会         | ベルリン（ドイツ）           | 4x100mR        | 1位  | 37秒31    | -    | 世界新記録・大会新記録           |
| 2009 | ワールドアスレチックファイナル | テッサロニキ（ギリシャ）     | 200m           | 1位  | 19秒68    | -0.3 |                                  |
| 2011 | 世界陸上競技選手権大会         | 大邱（韓国）                 | 100m           | DSQ  | 記録なし  | -1.4 | 決勝でフライングにより失格       |
| 2011 | 世界陸上競技選手権大会         | 大邱（韓国）                 | 200m           | 1位  | 19秒40    | +0.8 |                                  |
| 2011 | 世界陸上競技選手権大会         | 大邱（韓国）                 | 4x100mR        | 1位  | 37秒04    | -    | 世界新記録                       |
| 2012 | オリンピック                   | ロンドン（イギリス）         | 100m           | 1位  | 9秒63     | +1.5 | 五輪新記録                       |
| 2012 | オリンピック                   | ロンドン（イギリス）         | 200m           | 1位  | 19秒32    | +0.4 |                                  |
| 2012 | オリンピック                   | ロンドン（イギリス）         | 4x100mR        | 1位  | 36秒84    | -    | 世界新記録                       |
| 2013 | 世界陸上競技選手権大会         | モスクワ（ロシア）           | 100m           | 1位  | 9秒77     | -0.3 |                                  |
| 2013 | 世界陸上競技選手権大会         | モスクワ（ロシア）           | 200m           | 1位  | 19秒66    | ±0.0 |                                  |
| 2013 | 世界陸上競技選手権大会         | モスクワ（ロシア）           | 4x100mR        | 1位  | 37秒36    | -    |                                  |
| 2014 | コモンウェルスゲームズ         | グラスゴー（イギリス）       | 4x100mR        | 1位  | 37秒58    | -    |                                  |
| 2015 | IAAF世界リレー大会             | ナッソー（バハマ）           | 4x100mR        | 2位  | 37秒68    | -    |                                  |
| 2015 | 世界陸上競技選手権大会         | 北京（中国）                 | 100m           | 1位  | 9秒79     | -0.5 |                                  |
| 2015 | 世界陸上競技選手権大会         | 北京（中国）                 | 200m           | 1位  | 19秒55    | -0.1 |                                  |
| 2015 | 世界陸上競技選手権大会         | 北京（中国）                 | 4x100mR        | 1位  | 37秒36    | -    |                                  |
| 2016 | オリンピック                   | リオデジャネイロ（ブラジル） | 100m           | 1位  | 9秒81     | +0.2 |                                  |
| 2016 | オリンピック                   | リオデジャネイロ（ブラジル） | 200m           | 1位  | 19秒78    | -0.5 |                                  |
| 2016 | オリンピック                   | リオデジャネイロ（ブラジル） | 4x100mR        | 1位  | 37秒27    | -    |                                  |
| 2017 | 世界陸上競技選手権大会         | ロンドン（イギリス）         | 100m           | 3位  | 9秒95     | -0.8 |                                  |
| 2017 | 世界陸上競技選手権大会         | ロンドン（イギリス）         | 4x100mR        | DNF  | 記録なし  | -    |                                  |

## 自己記録
- 100m：9秒58（+0.9 m/s）（2009年8月16日、世界記録）
- 200m：19秒19 （-0.3 m/s）（2009年8月20日、世界記録）
- 400m：45秒28（2007年5月5日）
- 400mリレー：36秒84（2012年8月11日、世界記録、最終走者）
  - 参考記録 150m：14秒35（2009年5月17日、直線コースの世界最高記録）

## 出演

### テレビ番組
- 2008年9月25日 - とんねるずのみなさんのおかげでした
- 2012年10月15日 - SMAP×SMAP

### CM
- 2016年2月 - ANA
- 2017年3月 - ニンテンドー3DSゲームソフト「ポケットモンスター サン・ムーン」

### 雑誌
- イングリッシュジャーナル2010年6月号（アルク出版）